# Antonio Coello
Antonio Coello (* 26. Oktober 1611 in Madrid; † 20. Oktober 1652 ebenda) war ein spanischer Schriftsteller. 
Sein Werk, erschienen 1638, ist die Tragödie in drei Akten Der Graf von Essex. Romantisches Trauerspiel (Originaltitel: El conde de Sex, o Dar la vida por su dama übersetzt: Der Graf von Essex oder Das Leben geben für seine Dame). Manche Literaturhistoriker schreiben diese Tragödie auch König Philipp IV. zu.

## Werke
- El conde de Sex, o Dar la vida por su dama (1638)
- El celoso extremeno
- Los dos Fernandos de Austria (1646)
- No Sooner Said than Done (1650)
- La adúltera castigada
- Peor es hurgarlo
- Los empenos de seis horas (oftmals fälschlicherweise Pedro Calderón de la Barca zugeschrieben)